# Tåskor

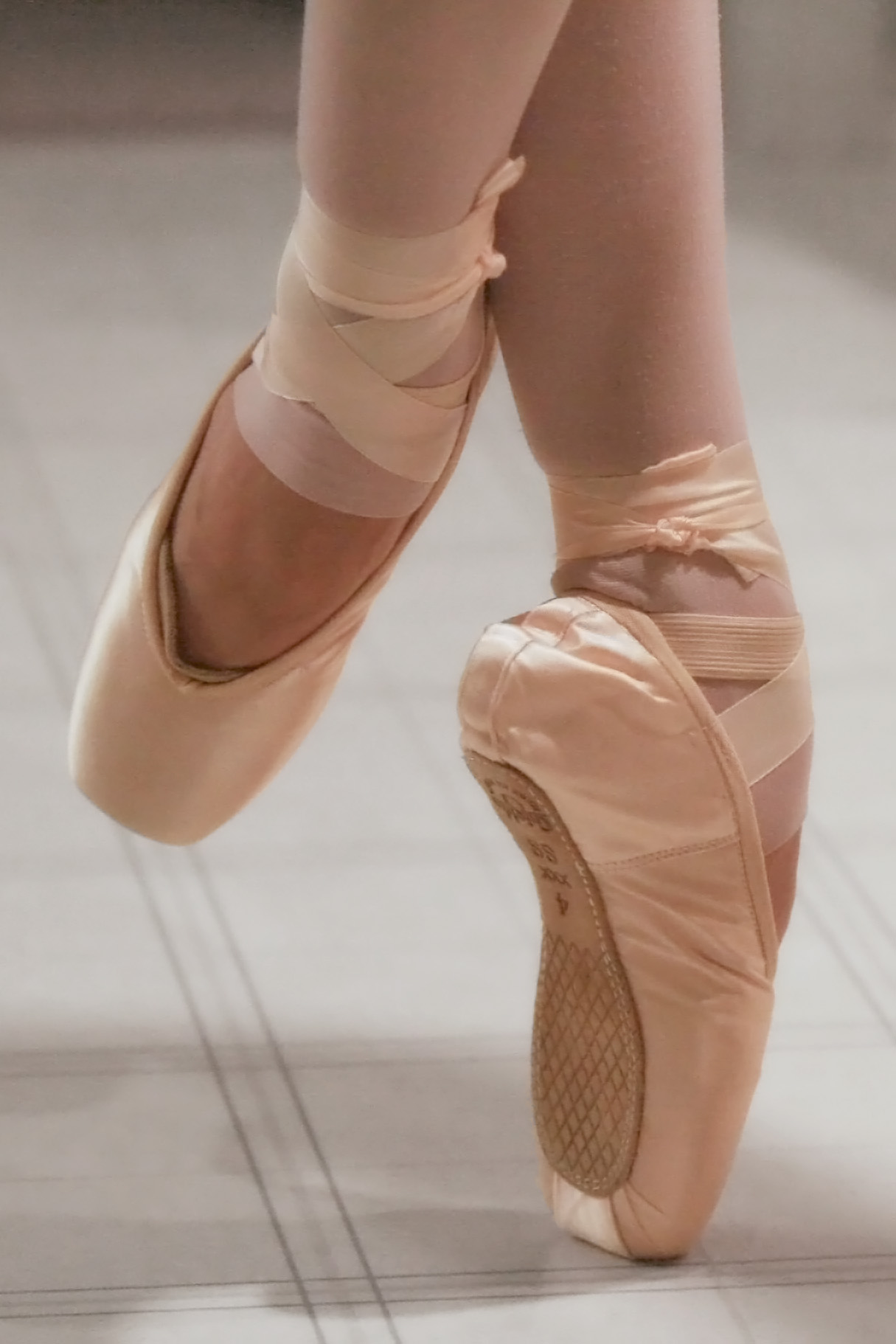
Tåskor.

Tåskor eller tåspetsskor är ett slags dansskor som används inom klassisk balett.
Tåspetsskor har använts i den klassiska baletten sedan början av 1800-talet. De möjliggör att man kan dansa en pointe (på tåspetsarna) och utvecklades för att ge en illusion av att dansarna svävar fram över golvet. Tåskornas viktigaste funktion är att de har extra förstärkning för att ge avlastning åt tårna. Förstärkningen finns dels kring kring tårna och dels i fotvalvet och är tillverkad av papper, tyg och lim. Förstärkningen kring tårna kallas box och är helt platt framtill, för att ge stöd och extra balans. Den möjliggör att man reser sig upp på skorna och står på tå, utan att ha tårna i någon vinkel. Eftersom boxen är mycket hård, använder de flesta dansare vadderande skydd inne i skorna. Skydden kan vara av flera olika material, silikon, ull eller nästan vad som helst annat mjukt som till exempel fetvadd.
Traditionellt är det de kvinnliga dansarna som använder tåspetsskor, men ibland dyker det även upp manliga tåspetsroller. Exempel på detta är de tre råttorna i Kungliga Balettens uppsättning av Nötknäpparen ("Petter och Lottas Jul") och åsnan i Royal Ballets uppsättning av En midsommarnattsdröm (The Dream). 
Tåspetsskor slits snabbt ut. De kan hålla ca 10-20 timmars dansande under träning. Till en föreställning som till exempel Svansjön behöver huvudrollsinnehavaren upp till två par skor, vilket betyder att hon under ett år kan slita ut nästan hundra par skor.

## Tåskorna genom historien

Balettskor från början av 1900-talet

Den tidigaste baletten, som utvecklades i Paris under 1700-talet, dansades enligt modet i skor med klack. I takt med att den romantiska baletten utvecklades, och med den idealet med mer graciösa till synes tyngdlösa dansare, kom också tekniken att dansa i platta, mjuka skor. I syfte att få svävande dansare utvecklades 1795 en "flygmaskin", som med hjälp av linor höll upp dansarna så att de såg tyngdlösa ut, vilket vilket imponerade publiken och gav stor inspiration åt samtida koreografer.
Den första dansösen att dansa på tåspetsarna i specialsydda skor var troligen den svensk-italienska ballerinan Marie Taglioni. Detta var 1832 i hennes fars balett, Sylfiden, där huvudpersonen spelar en slags svävande älva (sylfid). De skor som användes i Sylfiden var vanliga mjuka dansskor med viss förstärkning vid tån och längs med sidorna. De var mycket spetsigare än dagens skor och var därför sämre att balansera på. Skorna fortsatte utvecklas och nästa utvecklingssteg skedde i Italien under 1800-talets slut. Skon hade nu fått en hård låda i tån (förlaga till dagens box) vilket gjorde den mycket stabilare och därmed möjliggjorde mer avancerade danssteg på tå. En av de dansöser som använde denna modell av sko var Pierina Legnani. När Legnani reste till St Petersburg, spred hon även designen till de ryska danskompanierna, som förfinade den ytterligare. Man såg nu till att tåskorna bara var hårda längst fram i tån för att de skulle bli tystare. Dagens tåskor, med en större och platt tåyta och dessutom en förstärkt sula, utvecklades under tidigt 1900-tal av den ryska ballerinan Anna Pavlova.
Under senare delen av 1900-talet inkorporerades syntetiska material för bättre hållbarhet och stötdämpning. Skon har ytterligare förändrats något genom åren beroende på vilken dansteknik som har varit på modet, och finns idag i flertalet varianter. Dagens tåspetsskor är tyngre, stabilare och bredare än Pavlovas, med fokus på stabilitet snarare än illusion av tyngdlöshet. 

## Konstruktion och egna förberedelser
Det finns flera olika tillverkare av tåskor, och ännu fler modeller. Grundkonstruktionen är dock alltid densamma: 
- En hård box i främre delen som inkapslar och avlastar tårna, med en platt yta längst fram att balansera på. I traditionella tåskor är boxen gjord av ett slags gips av lim och papper. Nyare modellers box kan vara gjorda av plast eller gummi.
- En stabil innersula för avlastning i fotvalvet. Denna är ofta av läder, med förstärkning av till exempel plast, papp och lim. Sulans material och tjocklek avgör dess hårdhet och därmed formbarhet.
Utsidan av tåskon är av tyg, traditionellt skärt och sidenglänsande. 
Skorna hålls på plats på fötterna av sidenband, och ofta resårband. Dessa syr man på själv, anpassat efter sina fötter och egna preferenser. Ofta gör dansare dessutom andra sömnader och justeringar på sina tåskor, såsom att sy på en extra dyna på tåplattan för stötdämpning och minskat slitage, eller att bryta av en del av innersulan för bättre formgivning efter fotvalvet. Till sist behöver skorna "brytas in", det vill säga mjukas upp och formas efter fötterna, innan de går att dansa i. Skorna tillverkas att passa båda fötter, och dansaren får själv avgöra vilken sko som går på vilken fot. Därefter kan skon anpassas efter foten, och bli en höger- eller vänstersko.
Förutom själva skon brukar dansaren förbereda tårna, med till exempel tejp mot skoskav och vadderande tåskydd.